# Agustí Maria Bassols i Parés
Agustí Maria Bassols i Parés (Barcelona, 17 de juny de 1924 - 25 d'abril de 2018) fou un advocat i polític català. Va formar part de diversos governs de Jordi Pujol, dels quals va ser conseller de Justícia en dues ocasions (entre els anys 1982 i 1986, i entre el 1988 i el 1992), i de Governació entre els anys 1986 i 1988. Com a militant històric d'Unió Democràtica es va desmarcar de Josep Antoni Duran i Lleida i va recolzar sempre el sector sobiranista del partit.
Es llicencià en dret per la Universitat de Barcelona, el 1961 fou soci fundador d'Òmnium Cultural i membre de la junta directiva de 1967 a 1977, i també vicepresident del comitè executiu del Congrés de Cultura Catalana (1975-1977). Formà part de la junta del Col·legi d'Advocats de Barcelona del 1978 al 1982, on fou cofundador i president de la secció de dret lingüístic i president de la Comissió de Defensa de la Cultura Catalana.
Militant d'UDC, a les eleccions al Parlament de Catalunya de 1988 fou elegit diputat de CiU per la província de Barcelona, i ocupà el càrrec de conseller de Justícia de la Generalitat de Catalunya de 1982 a 1986 i de 1988 a 1992, i conseller de Governació de la Generalitat de Catalunya de 1986 a 1988. Impulsà la modernització del dret civil català, especialment el Codi de Successions de 1991.
Fou membre de l'Acadèmia de Jurisprudència i Legislació de Catalunya i del Consell Consultiu de la Generalitat de Catalunya, del qual el 2000 fou nomenat president. Ha estat president de la comissió executiva del Patronat de la Muntanya de Montserrat. El 1985 fou guardonat amb la Creu de Sant Ramon de Penyafort i ha col·laborat a Revista Jurídica de Catalunya
El 2009 va encapçalar la nova associació independentista Sobirania i Justícia, en defensa de la independència de Catalunya. També presideix la comissió avaluadora de la Consulta sobre la independència de Catalunya a Arenys de Munt, l'equivalent de la junta electoral que s'habilita als comicis oficials.
L'abril de 2010 fou guardonat amb la Creu de Sant Jordi per la Generalitat de Catalunya.

## Obra
- Mil anys de dret a Catalunya (1989)
- El dret civil dels catalans (1990) amb Josep M. Mas i Solench
- La col·lació en el dret civil a Catalunya (1997)